# 맷 라이언 (배우)
맷 라이언(영어: Matt Ryan, 1981년 4월 11일 ~ )은 웨일스 출신의 배우이다. 본명은 매슈 대런 에번스(영어: Matthew Darren Evans)이다. 2014년 드라마 《콘스탄틴》에서 주인공 존 콘스탄틴 역으로 출연한다.

## 출연 작품
- 저스티스 리그 다크 (2017)
- 어웨이 (2015)
- 콘스탄틴 (2014)
- 워하우스- 죽음의 표식 (2013)
- 500 마일즈 노스 (2013)
- 크리미널 마인드 워싱턴 D.C. (2011)
- 플라이페이퍼 (2011)
- 크리미널 마인드 5 (2009)
- 콜리전 (2009)
- 미스 페티그루의 어느 특별한 하루 (2008)
- 블러드몽키 (2007)
- 튜더스 1 : 왕의 여자들 (2007)
- 레이어 케이크 (2004)